# Archibald Scott Couper
Archibald Scott Couper, škotski kemik, * 31. marec 1831, Kirkintilloch, Škotska, † 11. marec 1892, Kirkintilloch.
Bil je znan po svoji teoriji, ki govori o povezovanju ogljikovih atomov v večje molekule zaradi valenčne zakonitosti, do katere je vzporedno prišel tudi Friedrich Kekulé, ki je pobral vse zasluge in zaslovel. Couper se je kasneje zaradi težav z duševnim zdravjem prenehal ukvarjati s kemijo.

## Izobrazba
Archibald Scott Couper je leta 1851 začel dodiplomski študij latinščine in grščine v Glasgowu in nadaljeval študij na Univerzi v Edinburgu iz filozofije, logike, metafizike in moralne filozofije. Krajše obdobje je preživel v Berlinu in se v tem času odločil za študij kemije. Zelo hitro je Couper pridobil znanje in veščine kemije, ki so mu omogočile samostojno izvajanje eksperimentalnih kemijskih preiskav.

## Delo
Couper je leta 1856 pričel delo v laboratoriju Charlesa Wurtza v Parizu, na kar se je vrnil na Škotsko leta 1858. V teh dveh letih je prispeval svoje dosežke na področju kemije, kot so: dva rokopisa, ki vsebujeta eksperimentalne poskuse, članka o bromidnih derivatih benzena in o sestavi salicilne kisline ter teorijo povezovanja ogljikovih atomov med seboj. V njej je opisal koncept tetravalentnih ogljikovih atomov, ki se povezujejo med seboj in tvorijo velike molekule, in da je vrstni red vezave atomov v molekuli mogoče določiti iz kemijskih znakov. Couperjeva teorija je bila objavljena 14. junija 1858, dva meseca po Kekuléjevi in ni doživela istega uspeha.

## Kasnejše življenje
Couper je bil zelo jezen na Wurtza, ker ni pravočasno predstavil njegovo teorijo, zato ga je ta izgnal iz laboratorija , ko se je soočil z njim. Vrnil se je nazaj na Škotsko, kjer so mu ponudili delo asistenta na univerzi v Edinburghu, vendar se je njegovo zdravstveno stanje začelo slabšati. V maju leta 1859 je doživel hud živčni zlom in pričel zdravljenje v psihiatrični ustanovi. Zapustil jo je julija 1859, vendar se mu je stanje zopet poslabšalo, zato je ponovno pričel z zdravljenjem, ki je trajalo do leta 1862. Preostanek  življenja je preživel neporočen, v hiši, ki mu jo je zgradila mati, ki je skrbela zanj. S kemijo in raziskovanjem se ni več mogel ukvarjati. Umrl je 11. marca leta 1892 v Kirkintillochu.